# (2251) Тихов
(2251) Тихов (лат. Tikhov) — типичный астероид главного пояса, открыт 19 сентября 1971 года советским астрономом Николаем Черных в Крымской астрофизической обсерватории и 1 августа 1980 года назван в честь российского и советского астронома Гавриила Тихова.

## Обнаружение и именование
(2251) Тихов
Открыт 19 сентября 1971 года в Крымской астрофизической обсерватории Н. С. Черных.
Назван в память о Гаврииле Адриановиче Тихове (1875—1960), работавшем в Пулковской обсерватории в 1906—1941 годах, а с 1947 года возглавлявшем астроботанический отдел Казахской академии наук. Его основная научная работа была связана со звёздной и планетарной фотометрией и колориметрией, а также с атмосферной оптикой. Также был известен своими исследованиями физической природы Марса. В честь Тихова также названы кратеры на Марсе и на Луне.
Оригинальный текст (англ.)2251 Tikhov
Discovered 1971 Sept. 19 by N. Chernykh at the Crimean Astrophysical Observatory.
Named in memory of Gavriil Adrianovich Tikhov (1875—1960), active on the staff of the Pulkovo Observatory during 1906—1941 and from 1947 head of the astrobotanical department of the Kazakh Academy of Sciences. His principal scientific work was concerned with stellar and planetary photometry and colorimetry and with atmospheric optics. He was also known for his research on the physical nature of Mars. Tikhov is also honored by craters on Mars and the Moon.
Источник: M.P.C. 5451.

## Орбита

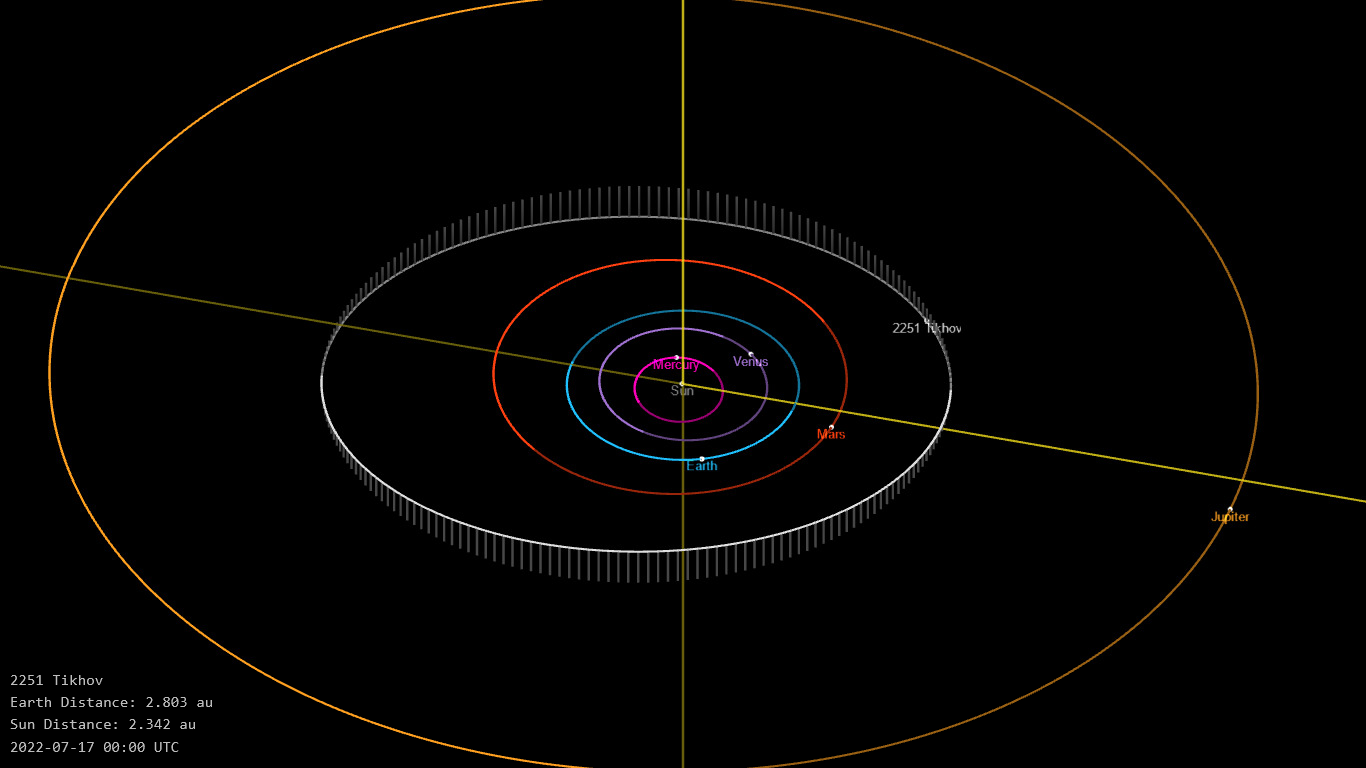
Орбита астероида Тихов и его положение в Солнечной системе

## Физические характеристики
Из результатов второго этапа спектроскопической съёмки малых астероидов главного пояса (Small Main-belt Asteroid Spectroscopic Survey, SMASSII) следует, что астероид относится к таксономическому классу Cb.
По результатам наблюдений в инфракрасном диапазоне орбитальной обсерватории IRAS и спутника Akari и наблюдений в видимом и ближнем инфракрасном диапазоне космического телескопа NEOWISE диаметр астероида сначала оценивался равным 26,42±1,5 км, позже — 32,731±0,533 км, 27,45±0,56 км, 23,66±0,69 км, 21,85±8,21 км, 21,93±6,82 км, 29,488±0,150 км, 19,31±6,01 км и 23,11±5,26 км. Согласно тем же источникам альбедо оценивается как 0,0697±0,008, 0,0454±0,0055, 0,067±0,003, 0,079±0,010, 0,07±0,07, 0,08±0,06, 0,059±0,004, 0,078±0,056 и 0,056±0,031.